# Dơi ba màu
Perimyotis subflavus hay Dơi ba màu là một loài động vật có vú trong họ Dơi muỗi, bộ Dơi. Loài này được F. Cuvier mô tả năm 1832.

## Hình ảnh

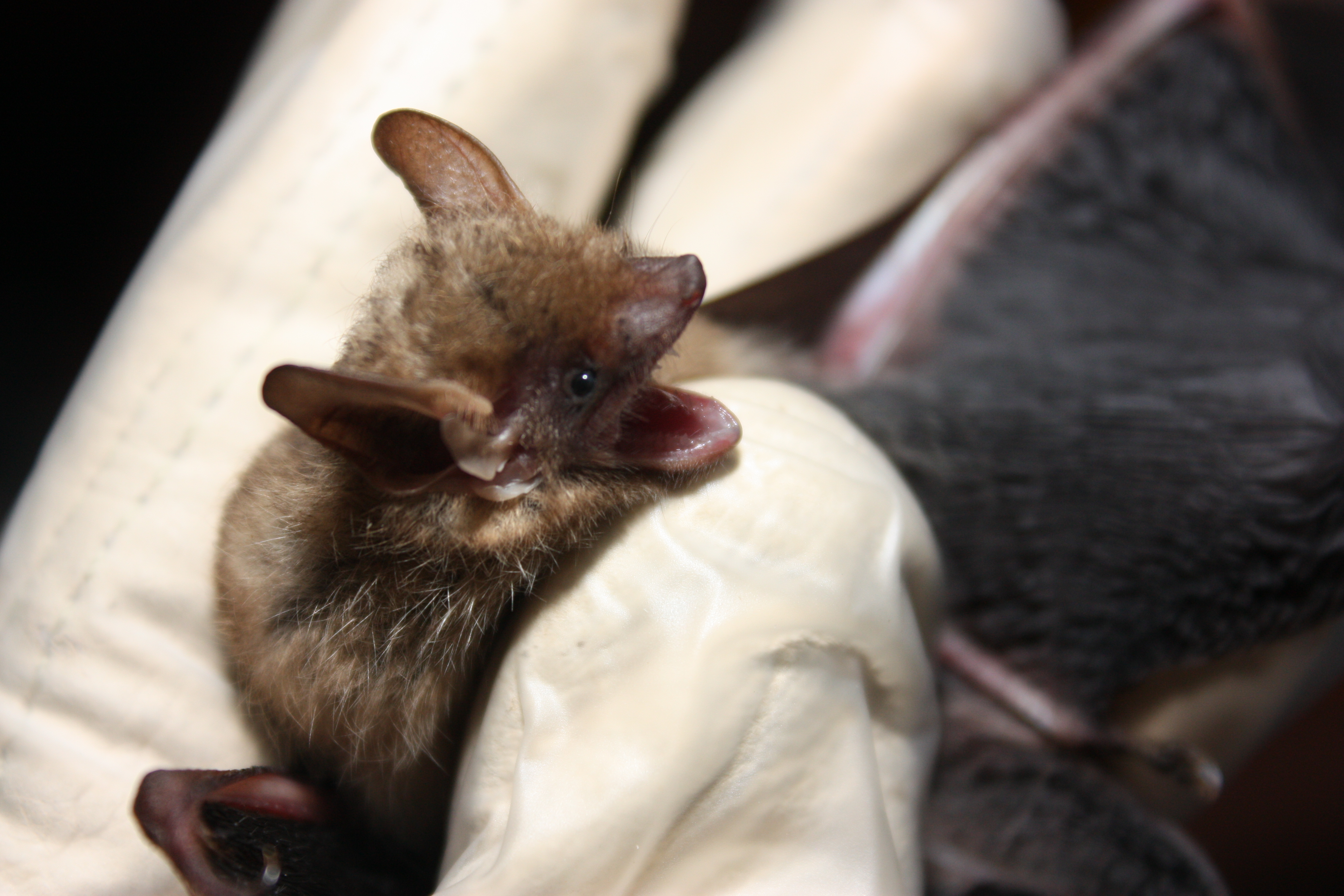
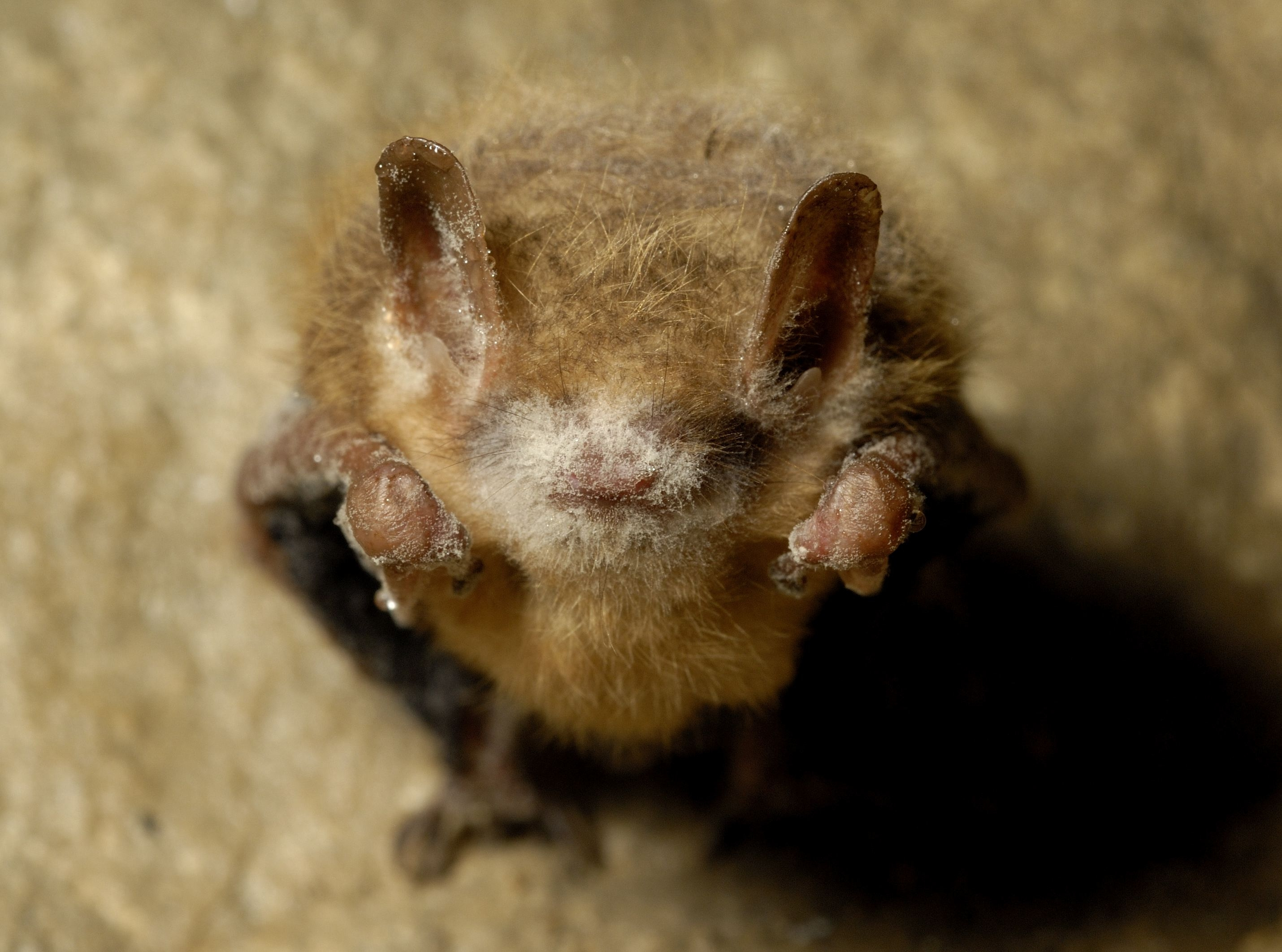